# 麻機村
麻機村（あさはたむら）は静岡県の中部、安倍郡に属していた村である。現在の静岡市葵区南東部、賤機山の東側、巴川上流域にあたる。

## 地理
- 山：賤機山
- 河川：巴川

## 歴史
- 1889年（明治22年）4月1日 - 町村制の施行により、池ヶ谷村、南村［大部分］、浅畑新田、有永村、羽高村、北村、東村、上土新田［一部］が合併して発足。
- 1934年（昭和9年）10月1日 - 静岡市に編入。同日麻機村廃止。
- 2005年（平成17年）4月1日 - 静岡市が政令指定都市に移行し、旧村域は葵区となる。

## 教育機関
安倍郡麻機尋常高等小学校(現・静岡市立麻機小学校)

## 交通機関
現在は旧村域を新東名高速道路が通っているが、合併当時は未開業。

## 村長
- 岩崎彦雄